# Marie Donnio
Marie Donnio est une actrice, réalisatrice et scénariste française. Elle est notamment active dans le doublage.

## Filmographie

### Actrice

#### Cinéma
- 2016 : La Papesse Jeanne de Jean Breschand : la sœur
- Hors Saison (2007) d'Alexandre Hilaire : Maria
- Enceinte jusqu'aux dents (2006) : Manue
- Bang bang je t'aime je t'aime (2005) : la conductrice
- La Vie nue (2003) : la femme au poème
- Bang Bang je t'aime je t'aime (2003)
- La Rencontre (court-métrage 2003) : la discrète
- L'Électron libre (2000) : Muriel
- Les Blessures assassines (2000) : Geneviève Lancelin
- Paria (2000) : la fille dans la gare
- Faites comme si je n'étais pas là (2000) : la blonde
- Un léger différent (1998)
- L'Île aux trésors (1997)
- Vive le 14 juillet (1995) : Elle
- La Mise au monde (1994)

#### Télévision
- Profilage (série télévisée) (2014)  de Julien Despeaux : Iris
- Alice Nevers, le juge est une femme (2016) (TV) de Julien Zidi : Marina
- Lanester (2013) (TV) : Mère Lanester
- Au nom de la vérité (2012) (TV) : Agnès
- La Vie érotique de la grenouille (2003) (TV) : Laure
- Femmes de loi (2002) (série télévisée) : la boulangère

### Réalisatrice
- Enceinte jusqu'aux dents (2006)
- L'Électron libre (2000)
- Allées et Venues (1997)

### Scénariste
- Les Virevoltants (2016)
- C'est pas la mère à boire ! (2015)
- Classe 88 (projet mini-série) prod VAD
- Enceinte jusqu'aux dents (2006)
- L'Électron libre (2000)

## Doublage

### Cinéma

#### Films
- Jacinda Barrett dans :
  - La Couleur du mensonge (2003) : Steena Paulsson
  - Piège de feu (2004) : Linda
- Alison Lohman dans :
  - Big Fish (2003) : Sandra Bloom, jeune
  - La Vérité nue (2005) : Karen O'Connor
- Clea DuVall dans :
  - Anamorph (2008) : Sandy Strickland
  - Argo (2012) : Cora Lijek
- 2002 : The Hours : Julia Vaughan (Claire Danes)
- 2002 : Apartment 5C : Nicky (Tinkerbell)
- 2002 : Confessions d'un homme dangereux : Georgia (Jennifer Hall)
- 2003 : Dogville : Lise (Chloë Sevigny)
- 2003 : L'Enfant au violon : Lili (Hong Chen)
- 2003 : Retour à Cold Mountain : Sara (Natalie Portman)
- 2004 : Mon boss, sa fille et moi : Lisa Taylor (Tara Reid)
- 2004 : Neverland : Mary Barrie (Radha Mitchell)
- 2005 : Oliver Twist : Nancy (Leanne Rowe)
- 2005 : New York Taxi : Marta Robbins (Jennifer Esposito)
- 2005 : Le Transporteur 2 : Audrey Billings (Amber Valletta)
- 2006 : Skinwalkers : Rachel Talbot (Rhona Mitra)
- 2007 : August Rush : Lizzy (Bonnie McKee)
- 2007 : Boulevard de la mort : Shanna (Jordan Ladd)
- 2008 : Julia : Elena (Kate del Castillo)
- 2008 : Zack et Miri tournent un porno : Miri Linky (Elizabeth Banks)
- 2008 : Une fiancée pas comme les autres : Karin Lindstrom (Emily Mortimer)
- 2009 : Funny People : Laura (Leslie Mann)
- 2010 : Kaboom : Stella (Haley Bennett)
- 2011 : De l'eau pour les éléphants : Marlena Rosenbluth (Reese Witherspoon)
- 2011 : Habemus papam : la psychanalyste (Margherita Buy)
- 2011 : Jeux d'été : Adriana (Alessia Barela)
- 2011 : Oslo, 31 août : Rebekka (Ingrid Olava)
- 2012 : Broken : Kasia (Zana Marjanovic)
- 2013 : Hannah Arendt : Lotte Köhler (Julia Jentsch)
- 2013 : Tel père, tel fils : Yukari Saiki (Yōko Maki)
- 2014 : Wild : Aimee (Gaby Hoffmann)
- 2014 : Le Rôle de ma vie : Sarah Bloom (Kate Hudson)
- 2014 : Serena : Agatha (Charity Wakefield)
- 2015 : Suburra : Viola (Greta Scarano)
- 2015 : Les Ardennes : Sylvie de Winter (Veerle Beatenns)
- 2016 : Hell or High Water : Margaret (Heidi Sulzman)
- 2016 : Alliés : Margaret (Sally Messham)
- 2017 : In the Fade : Birgit (Samia Chancrin)
- 2018 : Paul, Apôtre du Christ : Octavia (Alexandra Vino)
- 2018 : Marie Madeleine : Suzanne (Lubna Azabal)
- 2023 : Le Challenge : ? (?)
- 2023 : My Dear F***ing Prince : ? (?)
- 2024 : La Chambre d'à côté : ? (?)

#### Films d'animation
- 2010 : Moi, moche et méchant : Mme Hattie
- 2012 : L'Étrange Pouvoir de Norman : Sandra Babcock

### Télévision

#### Téléfilm
- 2014 : Lizzie Borden a-t-elle tué ses parents ? : Alice Russell (Andrea Runge)

#### Séries télévisées
- Clea DuVall dans :
  - Heroes (2006-2007) : l'agent Audrey Hanson (7 épisodes)
  - Grey's Anatomy (2008) : Jennifer Robinson (saison 4, épisodes 12 et 13)
  - New York, unité spéciale (2008) : Mia Latimer (saison 10, épisode 8)
  - Private Practice (2010) : Natasha (saison 3, épisode 16)
- 2006-2007 : Las Vegas : Shannon (Malaya Rivera-Drew) (6 épisodes)
- 2007-2008 : Les Experts : Miami : Kathleen Newberry (Lisa Sheridan) (4 épisodes)
- 2008 : Dexter : Yuki Amado (Liza Lapira) (saison 3)
- 2011-2012 : Les Experts : Miami : Elizabeth Clark (Olivia Taylor Dudley) (3 épisodes)
- 2015 : Following : Erin Sloan (Monique Gabriela Curnen) (saison 3)
- 2016 : 22.11.63 : Christy Epping (Brooklyn Sudano) (mini-série)
- 2019 : The Loudest Voice : Irene Briganti (Jenna Leigh Green) (mini-série)
- 2019 : Crazy Ex-Girlfriend : April (Maribeth Monroe) (3 épisodes)
- depuis 2019 : For All Mankind : Margo Madison (Wrenn Schmidt) (37 épisodes - en cours)
- 2021 : Mare of Easttown : Katherine Hinchey (Debbie Campbell) (mini-série)
- 2024 : Meurtre mode d'emploi : Leanne Amobi (Anna Maxwell Martin)

### Direction artistique
Films
- 2017 : 12 Feet Deep
- 2021 : My Son

Séries télévisées
- depuis 2019 : All Rise
- 2020 : L'Empire Oktoberfest (mini-série)
- 2021 : Clarice
- 2021 : Sissi (mini-série)
- 2021-2022 : 4400
- 2023 : Cannes police criminelle

Téléfilms
- 2017 : Coup de foudre chez le père Noël[1]
- 2017 : Noël avec un inconnu[1]
- 2018 : L'Amant secret[1]
- 2019 : Ma fille, star des réseaux sociaux...[1]
- 2020 : Un mensonge en héritage[1]
- 2021 : L'Amour au menu ![1]
- 2021 : Milliardaire ou presque[1]
- 2021 : Prise au piège dans les bois[1]
- 2021 : Prête à tout pour une famille parfaite[1]
- 2021 : Piégée par mon mari[1]
- 2021 : Une Proposition de rêve pour Noël[1]
- 2021 : Neuf chatons pour Noël[1]
- 2021 : Notre incroyable anniversaire[1]
- 2021 : Les Derniers Secrets d'Amy[1]
- 2021 : Recherche fiancé pour Noël[1]
- 2021 : Ensorcelée par Noël[1]
- 2022 : Parfaite à tout prix[1]
- 2022 : Où es-tu maman ?[1]
- 2022 : Un héritage maudit[1]
- 2022 : Le Trésor de Dolphin Bay[1]
- 2022 : Johnny Depp contre Amber Heard : Du coup de foudre au scandale[1]
- 2022 : #JoyeuxNoël[1]
- 2023 : Coup de foudre en cadeau de Noël[1]
- 2023 : Ma vie est un film de Noël ![1]

## Théâtre
- 1997 : Gertrud d'après Hjalmar Söderberg, mise en scène de Gérard Desarthe
- 1996 : Paroles d'acteurs